# Franco sampedrino
El franco sampedrino o bien franco de San Pedro y Miquelón fue la moneda circulante de la entonces colonia francesa de las islas de San Pedro y Miquelón —y actual colectividad de ultramar— desde 1890 (solo billetes) y en 1948 (con monedas propias) hasta 1965.

## Historia
Hasta 1794 las colonias galas utilizaron la libra de las Indias Occidentales Francesas pero con la proclamación de la Primera República y luego el Primer Imperio comenzaron a llegar las piezas del nuevo franco francés que se distribuyeron por todas las colonias americanas.
Con la propagación de las guerras revolucionarias francesas y luego con las guerras napoleónicas comenzaron a escasear las monedas de la metrópoli y luego de la Restauración borbónica en Francia, volvieron a acuñarse monedas propias para la América francesa en 1825 pero esta vez era el franco colonial aunque solo circulara en los territorios remanentes que le quedaba en el continente que eran la Guayana Francesa, las Antillas y las islas de San Pedro y Miquelón. Las piezas monetarias coloniales se acuñaron hasta 1844 pero siguieron circulando en las islas hasta 1848, cuando se proclamó la Segunda República francesa.
Desde entonces las monedas del franco francés y extraoficialmente del dólar canadiense circularon a la par en San Pedro y Miquelón y fueron complementados con los billetes locales que fueron impresos en el año 1890. El tipo de cambio que fue usado en las islas fue de 5,4 francos = 1 dólar canadiense, aunque el tipo de cambio de las dos normas de oro fue 5,1826 francos = 1 dólar canadiense. Luego de que el franco abandonó el patrón oro, sólo circuló dicha moneda.
Durante la Segunda Guerra Mundial, una serie completa de billetes se introdujo en las islas. En 1945, San Pedro y Miquelón aprobó que el franco de dicho territorio de ultramar tenga paridad con el franco CFA, evitando así algunos de los impuestos a la devaluación de la moneda metropolitana (como por ejemplo el franco de Reunión). Las monedas fueron emitidas para las islas en 1948.
En 1960, San Pedro y Miquelón aprobó la emisión de un nuevo franco, con una tasa de cambio de 50 francos viejos = 1 franco nuevo. Siguieron circulando billetes locales hasta 1965, cuando las islas comenzaron a utilizar la moneda francesa, junto con la moneda de Canadá. Las islas siguen utilizando tanto la moneda de dichos países, en 2002, el franco francés fue reemplazado por el euro, moneda actualmente en curso legal en Francia.

## Monedas
En las islas de San Pedro y Miquelón solo circularon dos monedas, de uno y dos francos de aluminio, acuñadas únicamente en el año 1948 y que circularon hasta 1960.
| Imagen | Denominación | Emisión | Metal    | Borde | Forma    |
| ------ | ------------ | ------- | -------- | ----- | -------- |
|        | 1 franco     | 1948    | Aluminio | Liso  | Circular |
|        | 2 Francos    | 1948    | Aluminio | Liso  | Circular |

## Billetes

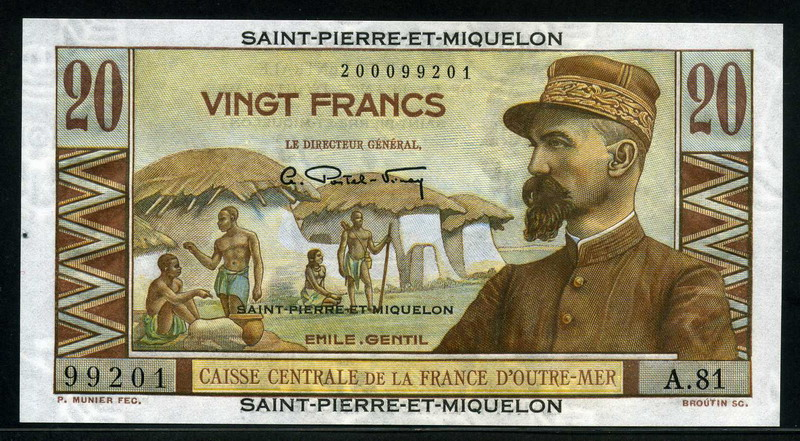
Billete de 20 francos locales.

Entre 1890 y 1895, el "Banque des Isles Saint-Pierre et Miquelon" emitió billetes con valores de 27 y 54 francos. Estas denominaciones inusuales eran equivalentes a 5 y 10 dólares canadienses. En 1920, la Cámara de Comercio introdujo billetes en denominaciones de 0,05, 0,10, 0,25, 0,50, 1 y 2 francos.
En 1943, la Caisse Centrale de la France Libre introdujo billetes en denominaciones de 5, 10, 20, 100 y 1000 francos. Estos fueron seguidos por nuevas emisiones de la Caisse Centrale de la France Libre en denominaciones de 5, 20 y francos 1000, en 1945, seguido de los billetes de 10 francos en 1946, los de 50 francos en 1947, 100, 500 y 5000 francos en 1950.
Desde 1960, los billetes de banco se publicaron con el valor de "nuevos francos". Estos fueron emitidos en denominaciones de 1, 2, 10, 20 y 100 francos nuevos, sobreimpresos en billetes de 50, 100, 500, 1000 y 5000 francos. Se subdividía en 100 céntimos.